# Estação de Aéroport Charles-de-Gaulle 2 TGV
A Estação de Aéroport Charles-de-Gaulle 2 TGV é uma estação ferroviária francesa na linha de Aulnay-sous-Bois a Roissy 2-RER, bem como à LGV Interconnexion Est, localizada no Terminal aeroportuário 2 do Aeroporto Roissy-Charles-de-Gaulle, na fronteira das comunas de Tremblay-en-France (Seine-Saint-Denis) e de Le Mesnil-Amelot (Sena e Marne).
É uma estação da Société Nationale des Chemins de Fer Français (SNCF), servida pelos trens da linha B do RER, bem como pelo TGV e pelo Thalys.

## Situação ferroviária
Estabelecida a 96 metros de altitude e localizada entre os terminais 2 C/D e E/F do aeroporto, a estação de Aéroport Charles-de-Gaulle 2 TGV é o terminal da linha de Aulnay-sous-Bois a Roissy 2-RER (ou Linha de Roissy), no ponto quilômetro (PK) 28.714, depois da Estação de Aéroport Charles-de-Gaulle 1. Também está localizado no PK 7.487 da ligação de interconexão Nord-Sud (LGV).

## História
Em 1987, o governo decidiu construir uma estação de TGV no aeroporto. Em 1989, a ADP e a Air France assinaram um acordo para construir uma estação de TGV/RER no Terminal 2. A estação foi inaugurada em 2 de novembro de 1994, poucos dias antes de seu comissionamento em 13 de novembro de 1994 seguinte.
A estação é servida pelo CDGVAL desde 4 de abril de 2007.
Dos 2,5 milhões de passageiros anuais esperados, apenas 500 000 passageiros usaram a estação do TGV em 1994/1995. O objetivo foi alcançado após 2004, quando 2,4 milhões de passageiros utilizaram a estação de TGV, dois terços deles em correspondência TGV/avião. Seu tráfego anual é de 2,8 milhões de passageiros em 2006, 3 milhões de passageiros em 2007 e 3,4 milhões de passageiros em 2008 e é distribuído à razão de:
- 70% na ligação TGV-avião, ou seja, um terço dos passageiros na ligação avião-avião em Roissy;
- 10% conectando TGV-TGV;
- 20% em serviço regional.

Recebeu cerca de 6 milhões de passageiros em 2008, ou seja, 20% de passageiros aéreos sem conexão.
A frequência da estação pela população do entorno continua baixo; é usado apenas por 3% de viagens de ou para o Val-d'Oise (95% passando por estações parisienses) devido à má acessibilidade do local da estação das cidades vizinhas. O atendimento atingiu 4 milhões em 2011.
Para o vigésimo aniversário da estação e para um investimento de 5 milhões de euros, seu layout e suas circulações são revistos em torno de três espaços: uma grande sala de espera (incluindo um espaço dedicado aos jogos e descanso das crianças) no centro, uma loja SNCF à direita e do lado RER das máquinas de venda de bilhetes. Em torno de uma sinalização ampliada e simplificada, o conforto foi atualizado com poltronas macias para descanso, bancos de madeira, aquecidos no inverno, luzes de leitura e tomadas elétricas.

## Frequência
De acordo com estimativas da SNCF, o atendimento anual na estação TGV equivale aos números apresentados na tabela abaixo.

## Serviço aos passageiros

### Entrada
A estação tem cinco níveis:
- terminal de ônibus e estação de táxi;
- terminal aeroportuário, entrada do Hotel Sheraton;
- mezanino e entrada do centro de negócios Sheraton;
- salão SNCF, salas de espera;
- plataformas do RER e do TGV.

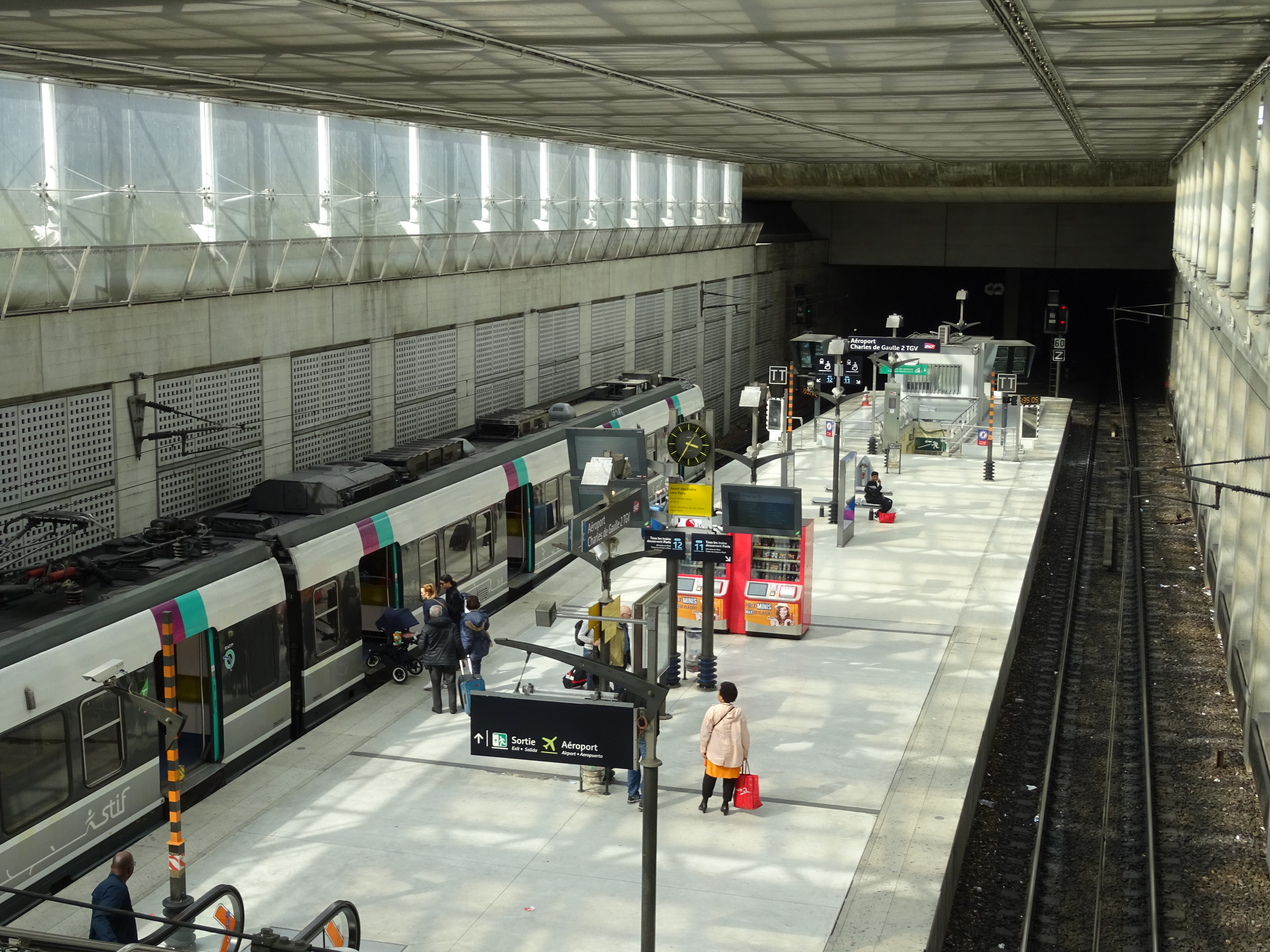
Um trem do RER B, na estação.

Inspirado nos vitrais das estações do século XIX, a área envidraçada da estação atingiu 27 500 m2. Localizadas sob este mesmo teto de vidro, as duas estações RER e TGV são, no entanto, distintas (o limite entre as duas estações é uma grade no nível da plataforma). A estação TGV, chamada Aéroport Charles de Gaulle TGV, possui 6 vias das quais as duas vias centrais podem ser percorridas a 200 km/h e não possuem plataforma, utilizada para a passagem de trens diretos (notadamente o Eurostar Londres – Disneyland Paris ou Marselha). As quatro vias laterais, localizadas duas a duas de cada lado das duas vias centrais acima referidas, são servidas por duas plataformas centrais onde o acesso é livre. A estação do RER B se chama Aéroport Charles de Gaulle 2 TGV e tem duas vias enquadrando uma plataforma central. Ela está localizada a leste dos salões2C e 2D. O acesso às plataformas é reservado aos passageiros com bilhete de transporte, graças às linhas de controle automático localizadas no nível superior.

### Ligação
A estação de TGV é servida pelos TGV (através da LGV Interconnexion Est) para Lille, Bruxelas, Lyon, Marselha, Montpellier, Nantes, Rennes, Estrasburgo, Tourcoing (este último apenas por Ouigo), etc; assim, sessenta cidades são acessíveis todos os dias pelo TGV, trinta das quais levam menos de três horas. Soma-se a isso o serviço Thalys, possibilitando chegar, além de Bruxelas, Antuérpia, Roterdã, Schiphol e Amsterdã.
A estação RER é servida pelos trens do RER B, dos quais é o terminal do ramal B3.

### Intermodalidade

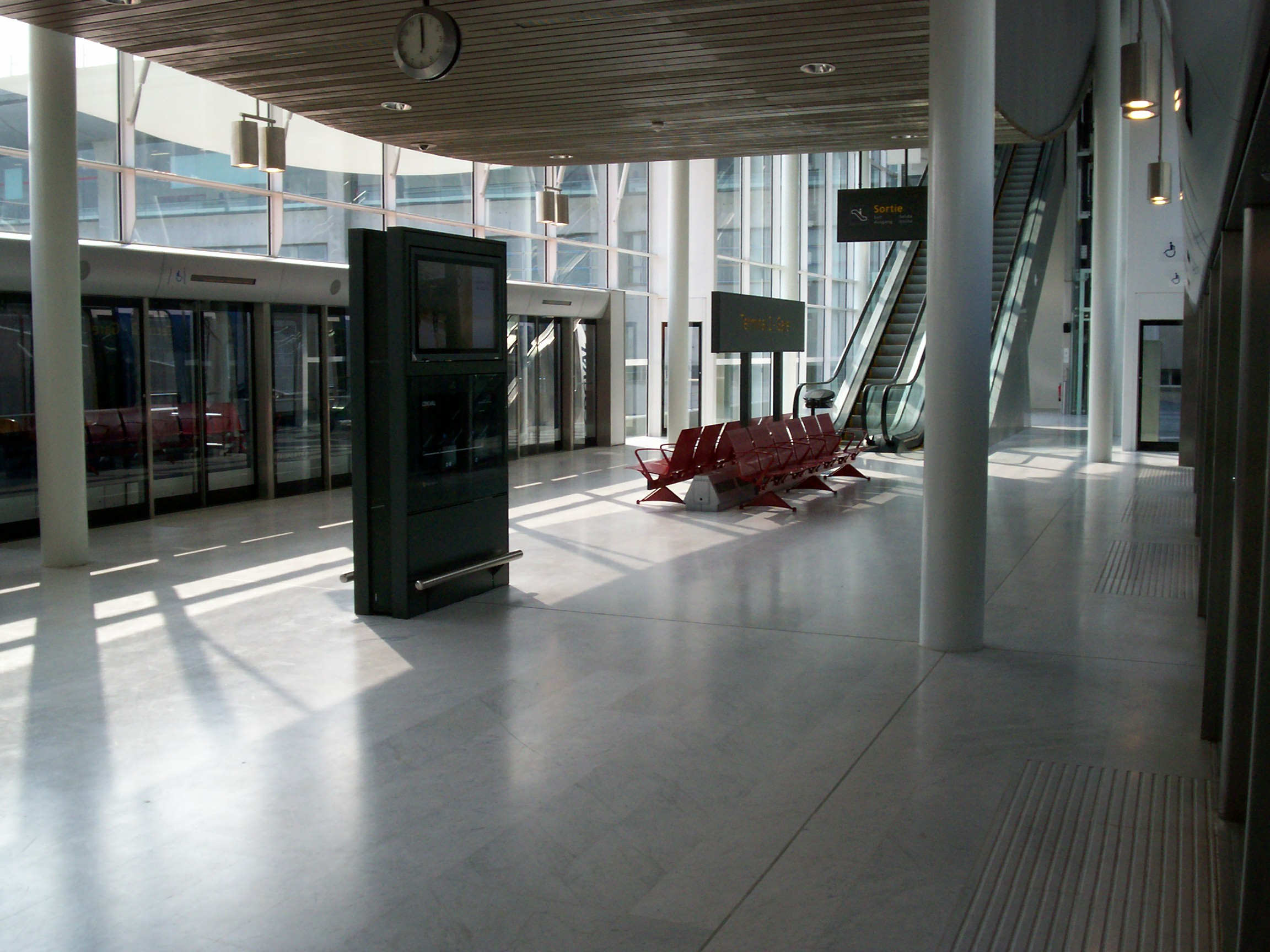
A estação CDGVAL.

A estação é servida pela estação do CDGVAL nomeada Terminal 2 - Gare, que pertence ao Paris Aéroport. É o terminal oriental da linha CDGVAL. Ela está localizada entre a estação RER/TGV e o salão 2F, o seu acesso é ao nível da ligação pedonal entre a estação e o salão 2F. Estando acoplada à estação RER/TGV, a estação evoca a arquitetura de sua vizinha (quadro de zinco, entre outros).
A estação também é servida por:
- as linhas 349, 350, 351 e Roissybus da rede de ônibus RATP;
- o serviço Magical Shuttle para Parc Disneyland (Paris);
- as linhas N140 e N143 do serviço de ônibus noturno Noctilien.

## Projetos

### Grande Paris Express
Uma estação da linha 17 do Grand Paris Express está planejada nas proximidades e constituirá o terminal desta nova linha no horizonte 2027, até a inauguração da extensão para Le Mesnil-Amelot prevista para 2030. Ela será implantada a oeste da estação atual, e suas plataformas estarão a uma profundidade de 40 metros.
Sua arquitetura é confiada aos arquitetos Benthem Crouwel. A gestão do projeto é assegurada pela Sweco Belgium, Ingérop e AIA Ingénierie.

### CDG Express
O serviço CDG Express, com inauguração prevista para 2025, terá seu terminal na estação e permitirá que os passageiros cheguem à Gare de l'Est em 20 minutos. A nova linha se conectará à estação pelo sul, no local do estacionamento de retorno do RER. A plataforma central atualmente reservada para o RER B será ampliada para receber trens de ambas as linhas de maneira simultânea.

### Linha Roissy – Picardia
A futura ligação Roissy – Picardia prevê a criação de uma barreira entre Vémars e Survilliers-Fosses para permitir serviços diretos entre a Picardia e o Aeroporto Roissy-Charles-de-Gaulle.
Para acomodar o TER, a estação será equipada com uma plataforma adicional que substituirá uma das vias centrais, atualmente pouco utilizadas no serviço comercial.

### Estações de carga
A fim de reduzir o transporte de carga a curta ou média distância por avião, prevê-se construir perto do aeroporto uma dupla estação TGV reservada para carga, uma em Goussainville (perto da FedEx) e outra em Tremblay-en-France, ligadas à rede TGV. Nove outros pólos do mesmo tipo seriam construídos em Lyon, Marselha, Estrasburgo, Bordéus, Frankfurt, Amsterdã, todos localizados a menos de 3 horas de TGV de Roissy-Charles-de-Gaulle...
As estações de carga de Roissy poderiam assim acomodar um tráfego anual de 700 000 toneladas, mas a infraestrutura só seria concluída após 2010, com um custo de 25 milhões de euros (e cerca de bilhões de euros) para todas os 9 pólos envolvidos).

## Galeria de fotografias

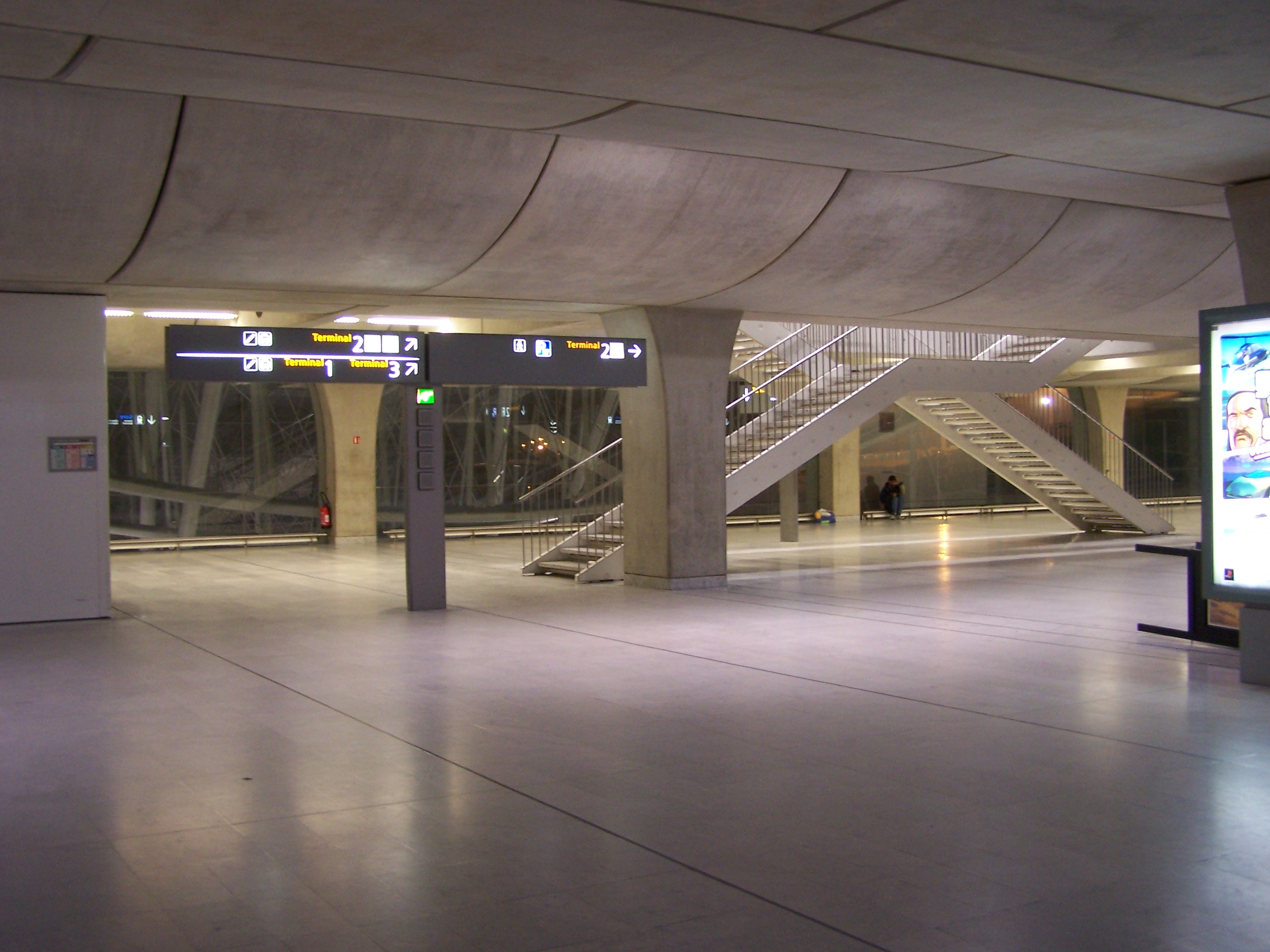
Nível superior da estação, acima das plataformas.
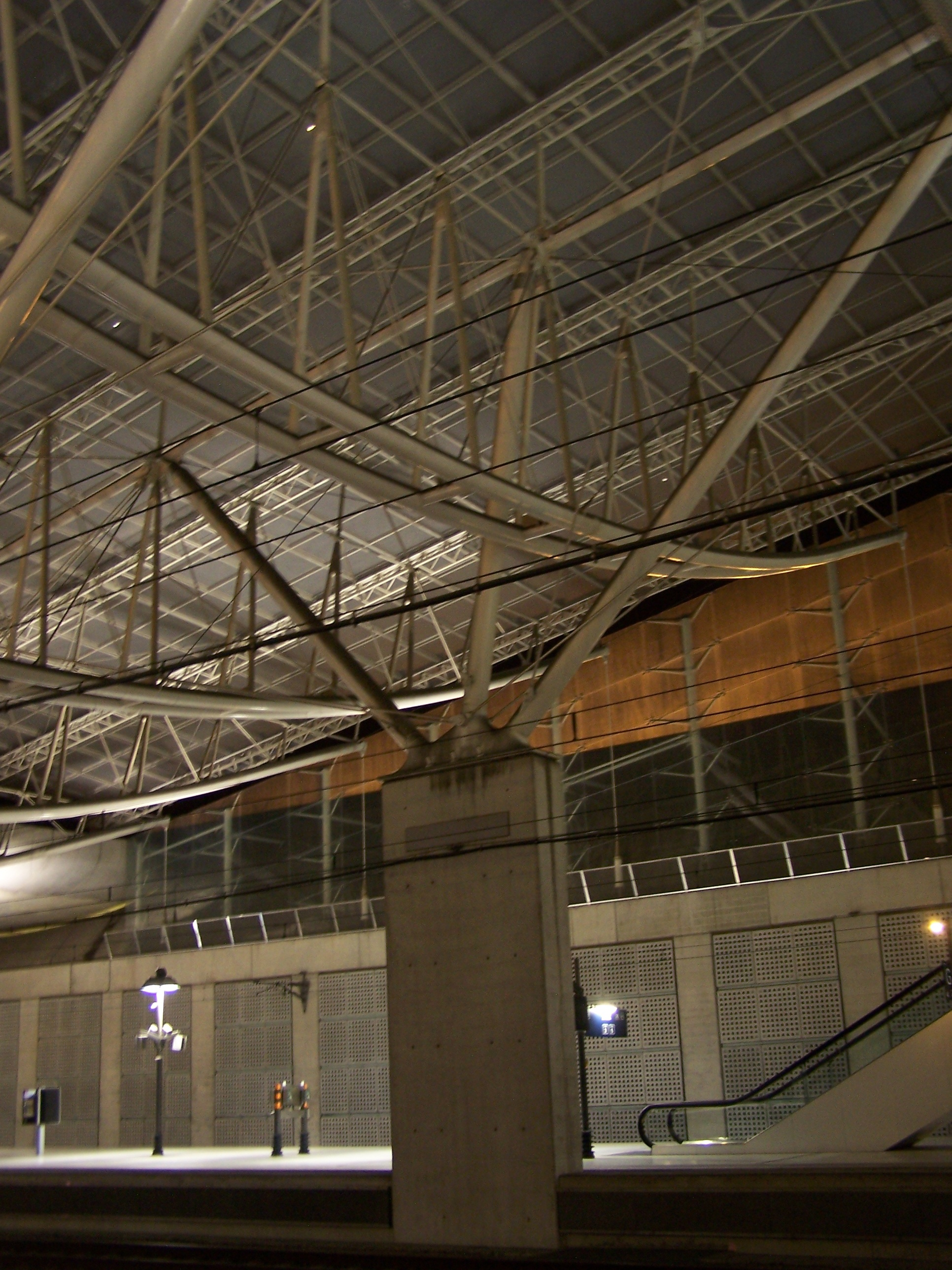
Estrutura da estação RER/TGV CDG2.
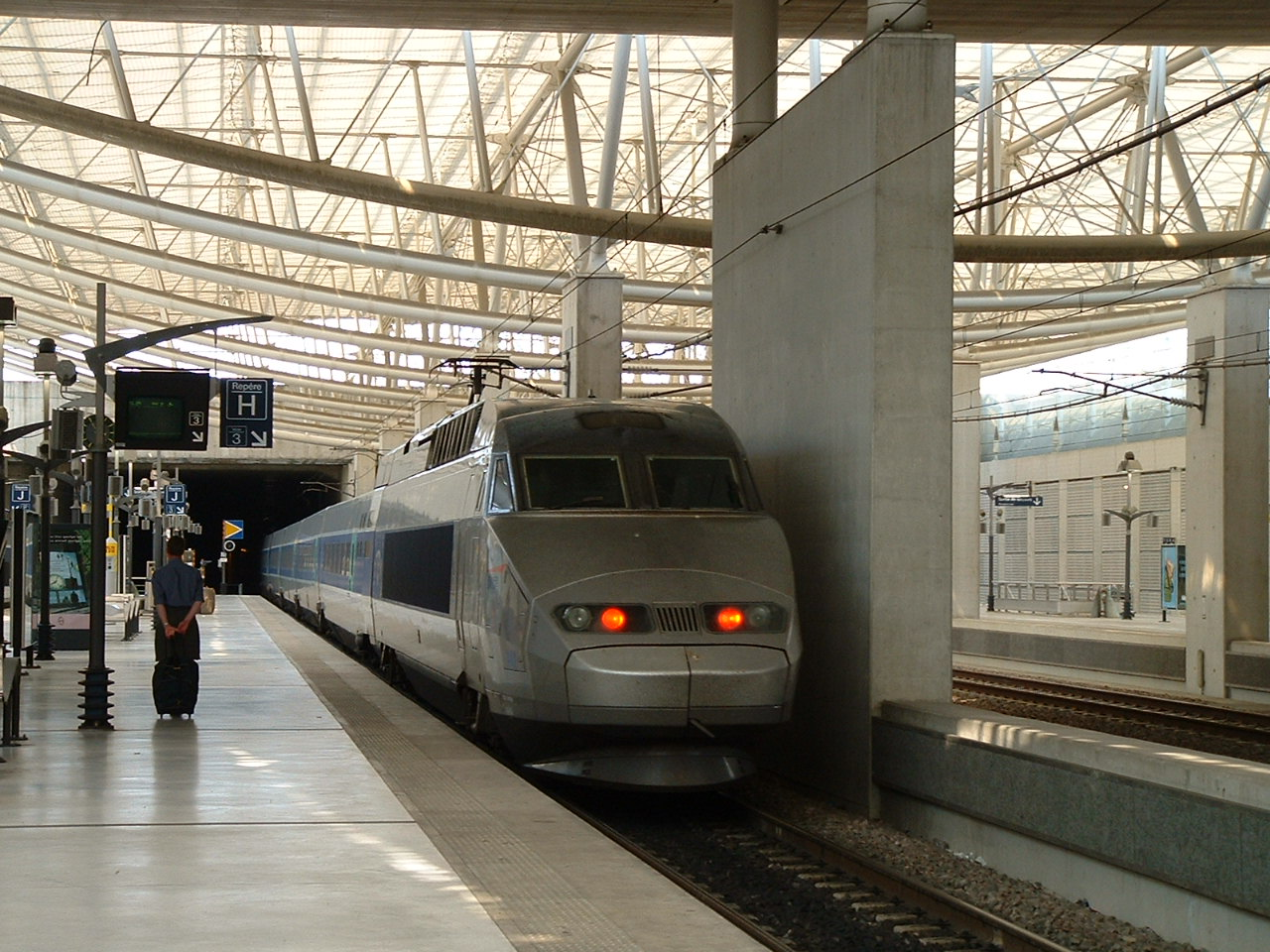
Estrutura da estação, ao nível da plataforma.
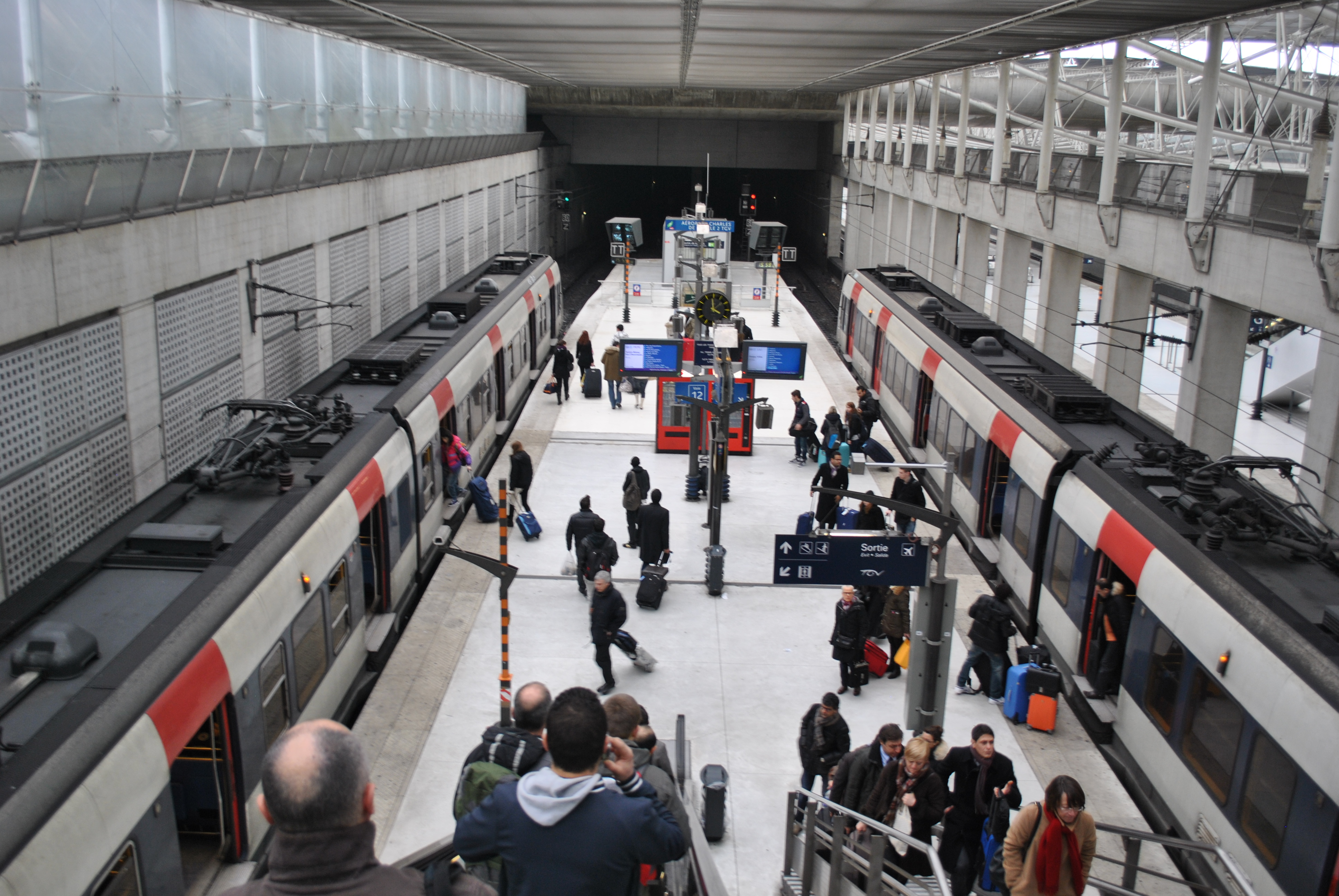
Estação RER.
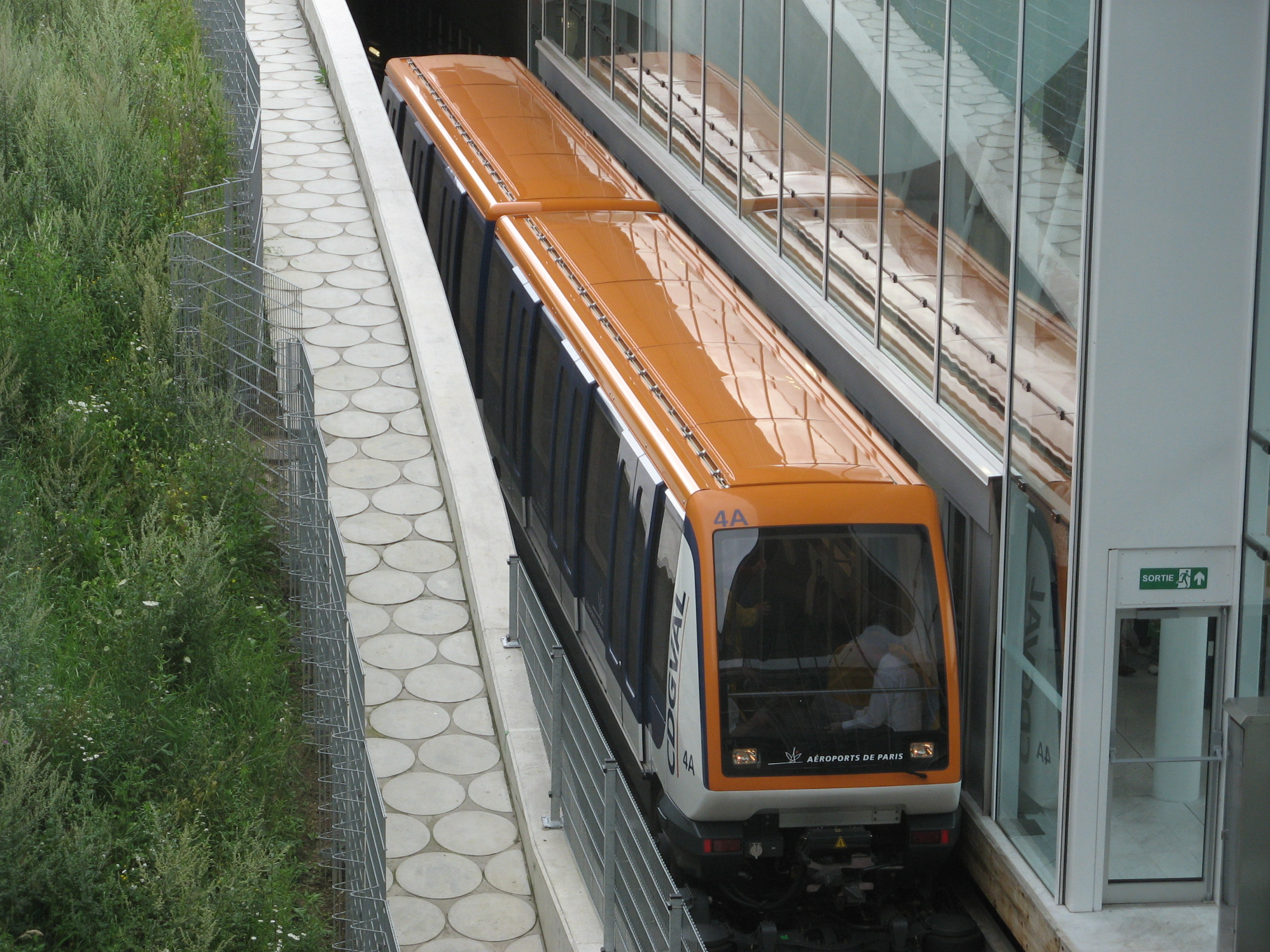
CDGVAL, no T2 do Aeroporto Charles-de-Gaulle.